# Adriana Nikolova
Adriana Nikolova est une joueuse d'échecs bulgare née le 8 novembre 1988.
Au 1er juin 2017, elle est la septième joueuse bulgare avec un classement Elo de 2 252 points.

## Biographie et carrière
Grand maître international féminin depuis 2011, Nikolova gagna le championnat de Bulgarie féminin en 2011 avec 9 points sur 11.
Nikolova a représenté la Bulgarie lors de quatre olympiades d'échecs féminines, jouant à chaque fois au troisième échiquier : en 2010 (5/0), 2012 (5/9), 2014 (6/9). L'équipe de Bulgarie finit huitième de la compétition en 2010 et 2016 (6/10).
Elle participa au championnat d'Europe d'échecs des nations en 2009 (au deuxième échiquier de la Bulgarie) et en 2011 la Bulgarie finit sixième de la compétition).